# 조니 파스볼스키
조니 파스볼스키(Jonny Pasvolsky, 1972년 7월 26일 ~ )는 오스트레일리아의 배우이다.

## 출연 작품
- 래빗 (2017)
- 모데카이 (2015)
- 내 이름은 블루버거 (2008)
- 맥베드(영어판) (2006)
- 파스케이프 (1999)